# Ołeh Horin
Ołeh Andrijowycz Horin (ukr. Олег Андрійович Горін, ur. 2 lutego 2000 we Lwowie) – ukraiński piłkarz występujący na pozycji pomocnika w SK Dnipro-1.

## Kariera klubowa
Grę w piłkę nożną rozpoczął w akademii Karpat Lwów. W 2015 roku przeniósł się do FK Lwów. W sezonie 2016/17 w barwach drużyny rezerw występował w Amatorskiej Lidze Ukraińskiej. Na początku sezonu 2017/18 był w kadrze zespołu seniorów, grającego w Druhiej Lidze. We wrześniu 2017 roku odszedł do akademii Weresu Równe, gdzie grał w drużynie U-19. 20 września 2017 rozegrał pierwszy mecz na poziomie seniorskim przeciwko Ahrobiznesowi Wołoczyska (2:1) w Pucharze Ukrainy, kiedy to wszedł na boisko w dogrywce. W przededniu rozpoczęcia sezonu 2018/19 powrócił do FK Lwów i występował w zespole U-19 oraz U-21.
W lipcu 2019 roku – po odbyciu testów – Horin podpisał czteroletni kontrakt z Jagiellonią Białystok trenowaną przez Ireneusza Mamrota. 8 listopada 2019 rozegrał jedyny mecz w Ekstraklasie w spotkaniu z Piastem Gliwice (1:3), w którym wszedł na boisko za Martina Pospíšila. W lipcu 2020 jego umowa została rozwiązana za porozumieniem stron. Miesiąc później dołączył do zespołu MFK Karviná (Fortuna:Liga). W lutym 2021 roku podpisał z tym klubem kontrakt, jednak nie rozegrał w jego barwach żadnego oficjalnego meczu. W lipcu 2021 roku Horin został zawodnikiem FK Mynaj. 31 lipca zadebiutował w Premier-Lidze w wygranym 1:0 spotkaniu z FK Ołeksandrija.

## Kariera reprezentacyjna
W lutym 2018 roku otrzymał od Serhija Popowa powołanie do reprezentacji Ukrainy U-18 na dwa mecze towarzyskie z Austrią w Enzesfeld-Lindabrunn (2:0 i 0:3), w których wystąpił. Łącznie zaliczył w kadrze U-18 9 spotkań. W latach 2018–2019 zanotował 6 meczów w reprezentacji U-19, w tym 4 w kwalifikacjach Mistrzostw Europy 2019.